# Graphis gloriosensis
Graphis gloriosensis är en lavart som beskrevs av A. W. Archer & Elix. Graphis gloriosensis ingår i släktet Graphis och familjen Graphidaceae.   Inga underarter finns listade i Catalogue of Life.